# Klady
Klady jsou trakt nedaleko obce Novosvobodnaja (bývalá Carskaja) v Adygejské republice. Podle nejznámější verze pochází název od majitele pozemků - kozáka Kladova. Klady jsou známé především skupinou pohřebních mohyl, z nichž největší má své jméno – Serebrjanyj (rusky Серебряный). Jsou světově proslulé díky pozoruhodným archeologickým nalezištím, které pokrývají řadu epoch a kultur: novosvobodněnská kultura starší doby bronzové (pohřební mohyla s megalitickými hroby), dolmenová kultura střední doby bronzové (sídliště, zbytky dolmenů), protomeotská kultura pozdní doby bronzové a raná doba železná.

## Historie průzkumu
V roce 1898 Nikolaj Veselovskij vykopal do některých mohylových hrobů sondu a objevil dvoukomorové deskové hroby. Koncem roku 2016 došla průzkumná výprava A. D. Rezepkina k závěru, že průzkum kladského pohřebiště je dokončen.